# Stadion Sarawak
Stadion Sarawak – wielofunkcyjny stadion w mieście Kuching, w Malezji. Został otwarty w 1997 roku. Może pomieścić 40 000 widzów. Swoje spotkania rozgrywa na nim drużyna Sarawak FA. Obiekt był jedną z aren piłkarskich młodzieżowych Mistrzostw Świata 1997.